# Sigmund-Ulrich von Gravenreuth
Sigmund-Ulrich Freiherr von Gravenreuth (* 21. Oktober 1909 in München; † 16. Oktober 1944 über Breslau) war ein Offizier der Luftwaffe der Wehrmacht und Träger des Ritterkreuzes des Eisernen Kreuzes mit Eichenlaub.

## Leben
Nach dem Jurastudium in München trat von Gravenreuth am 2. Juli 1934 in das 19. (Bayerisches) Infanterie-Regiment der Reichswehr in Landshut ein und wechselte bereits ein Jahr später zur neugegründeten Luftwaffe.
Hier wurde er zum Kampfflieger ausgebildet. Am 1. April 1936 erfolgte die Beförderung zum Leutnant. 1937/38 flog er in der Legion Condor Einsätze im Spanischen Bürgerkrieg. Hierfür wurde er 1939 mit dem Spanienkreuz in Gold mit Schwertern ausgezeichnet. Anschließend war er für kurze Zeit Adjutant im Reichsluftfahrtministerium. Ende 1939 kam er als Flugzeugführer zum Kampfgeschwader 30, welchem er bis zu seinem Tod angehörte. Auf einer Junkers Ju 88-A flog er erfolgreich Einsätze gegen Schiffsziele in der Nordsee und im Kanal sowie Einsätze während der Luftschlacht um England.
Am 24. November 1940 wurde ihm als Oberleutnant und Staffelkapitän der 1./KG 30 nach 31 Einsätzen das Ritterkreuz verliehen. 1941 wurde sein Geschwader nach Nordnorwegen verlegt, wo Gravenreuth bald die II. Gruppe des Geschwaders übernahm. Im September 1943 wurde er als Major zum Geschwaderkommodore ernannt und führte das Geschwader beim Unternehmen Steinbock. Das Kampfgeschwader 30 wurde im Herbst 1944 auf Jagdflugzeuge (Bf 109) umgeschult. Gravenreuth fand am 16. Oktober 1944 den Tod, als er über Breslau mit einer Bf 109 abstürzte. Beerdigt ist er am Familiensitz in Affing. Posthum wurde er zum Oberst befördert und am 9. Januar 1945 als 692. Soldat der Wehrmacht mit dem Eichenlaub zum Ritterkreuz ausgezeichnet.

## Auszeichnungen
- Spanienkreuz in Gold mit Schwertern
- Eisernes Kreuz (1939) II. und I. Klasse
- Ehrenpokal für besondere Leistung im Luftkrieg
- Frontflugspange für Kampfflieger in Gold
- Ritterkreuz des Eisernen Kreuzes mit Eichenlaub[1]
  - Ritterkreuz am 24. November 1940
  - Eichenlaub am 9. Januar 1945 (692. Verleihung) (posthum)
- Deutsches Kreuz in Gold am 31. März 1942[1]